# Jean Lafitte
Jean Lafitte, född cirka 1780, död 1825, var en berömd fransk-amerikansk pirat och smugglare. Hans franska namnstavning var Laffite, men han har blivit känd under den amerikanska stavningen Lafitte. Han var verksam tillsammans med sin bror, Pierre Lafitte.

## Biografi
Bröderna Lafitte kom ursprungligen från trakerna av Bordeaux i Frankrike, och tillhörde den stora flyktingskara som anlände till Louisiana sedan de flytt undan den haitiska revolutionen på den franska kolonin Saint-Domingue ungefär vid tiden för USA:s köp av Louisiana år 1803.
Omkring år 1809 hade bröderna upprättat en illegal hamn kallad "Barataria" på en ö i deltat vid karibiska havet, varifrån de bedrev sjöröveri mot skepp i Västindien. Ett av deras främsta smuggelgods var slavar från Karibien, eftersom slavhandel med utlandet och Afrika hade förbjudits i USA år 1808 och det därför fanns en lukrativ handel med de lokala plantageägarna. Bland deras kanske viktigaste affärskompanjoner i denna smuggelverksamhet var Jean Blanque, make till Delphine Lalaurie.
Under konflikten mellan bröderna Lafitte och guvernör Claiborne tillfångatogs Pierre Lafitte och fängslades i New Orleans.  En medling inleddes då mellan Jean Lafitte och guvernören, med brödernas affärskompanjon Jean Blanque som mellanhand, men Pierre lyckades fly med hjälp inifrån. Under 1812 års krig närmade sig britterna Barataria och krävde att bröderna anslöt sig till dem och underlättade deras invasion av USA och landstigning. Bröderna kunde inte se någon fördel i att ansluta sig till britterna. Istället lade de olagligheterna på hyllan och assisterade Andrew Jackson i försvaret av New Orleans mot britterna under slaget av New Orleans.  Deras konkreta uppgift var att hålla Barataria mot britterna, då denna var av strategisk betydelse, i utbyte mot en amnesti för deras brott.

## Lafitte i populärkulturen
Jean Lafitte är svåger till den trettonde Fantomen.